# Karl Immanuel Nitzsch
Karl Immanuel Nitzsch (Borna, 1787. szeptember 21. – 1868. augusztus 21.) német protestáns teológus, Karl Ludwig Nitzsch fia.

## Élete
Több helyen lelkészkedvén és tanárkodván, meghalt mint berlini egyetemi tanár és hitszónok és mint a berlini Miklós-templom prépostja. Volt konzisztoriumi főtanácsos és politikai szerepléséért az első kamara tagjául is beválasztották. A közvetítő teologiának volt híve. Alapított két egyházi folyóiratot és értékes cikkeket írt az 1828-ban ugyancsak az ő általa alapított Studien und Kritiken folyóiratba.

## Főbb művei
- System d. christlichen Lehre (Bonn, 1829, 6. kiad. 1851)
- Praktische Theologie (I. kötet 1847, 2. kiad. 1859; II. kötet 1848, 2. kiad. 1863)
- Urkundenbuch d. Uniuon (Bonn, 1858)
- Academische Vorträge über christliche Glaubenslehren (Berlin, 1852)
- Predigten (hat gyűjteményben)